# Markus Krall

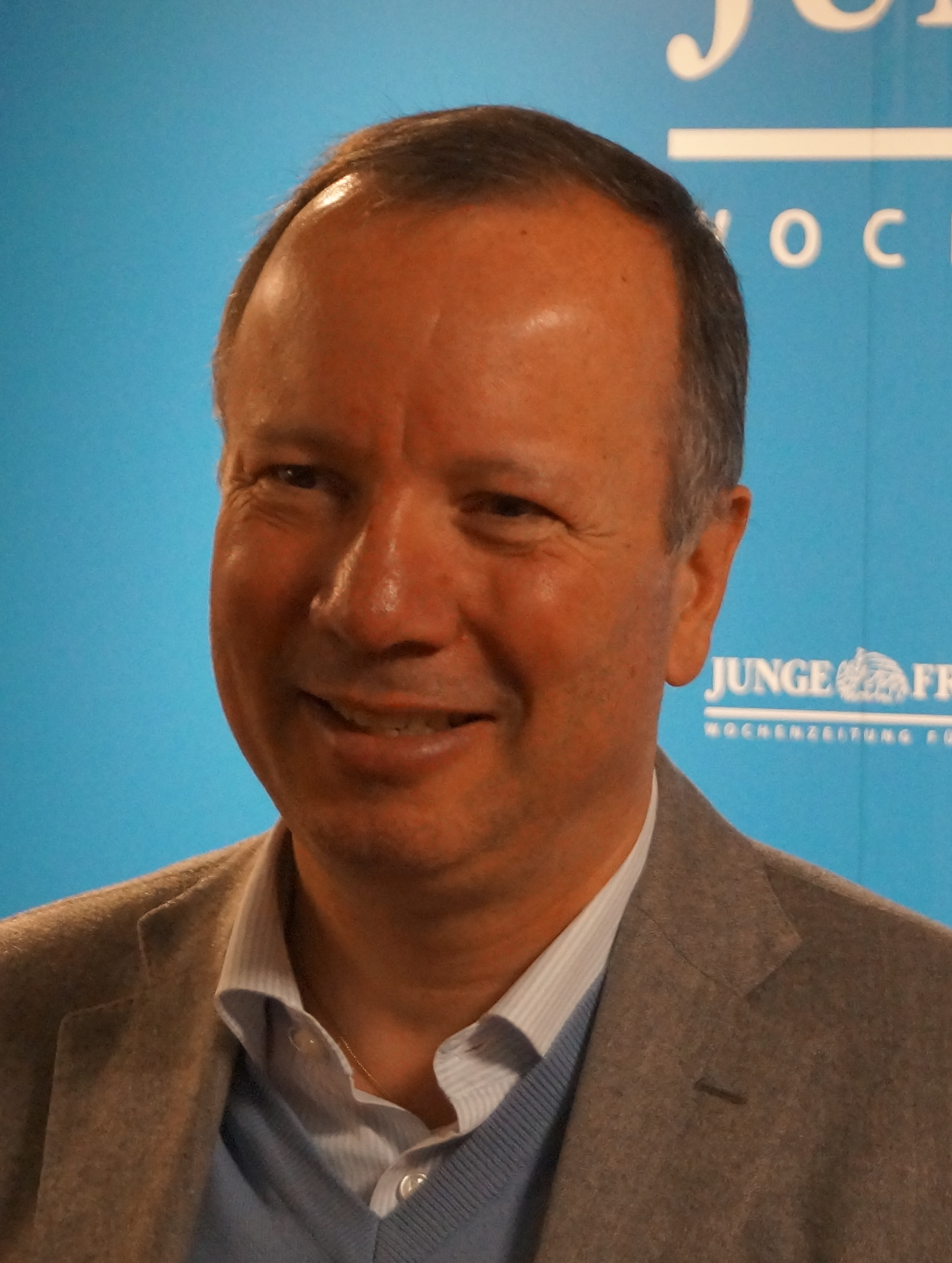
Markus Krall (2019)

Markus Krall (* 10. Oktober 1962 in Aschaffenburg) ist ein deutscher Unternehmensberater und Autor. Einem breiteren Publikum wurde er ab den 2010er-Jahren durch mehrere Bestseller und seine Aktivitäten in den sozialen Medien bekannt. Er wird als Vertreter der Österreichischen Schule und als „Crash-Prophet“ sowie als Leugner des menschengemachten Klimawandels und als Verbreiter von Falschinformationen zur COVID-19-Pandemie rezipiert.

## Studium und beruflicher Werdegang
Krall studierte an der Albert-Ludwigs-Universität Freiburg und ist Diplom-Volkswirt. Nach einem Postgraduiertenstudium an der Universität Nagoya promovierte er 1993 an der Universität Freiburg mit einer Dissertation über die Preisbildung am japanischen Aktienmarkt.
Danach arbeitete er im Risikomanagement bei der Allianz, für die Boston Consulting Group und Oliver Wyman sowie bei McKinsey und Roland Berger. 2012/13 versuchte er eine Ratingagentur zu gründen. Das Projekt scheiterte bereits vor dem Start und wurde im April 2013 aufgrund fehlender finanzieller Mittel aufgegeben. Von 2014 bis 2019 war Krall als Managing Director bei Goetzpartners tätig.
Im September 2019 wurde Krall von August von Finck zum Mitglied und Sprecher der Geschäftsführung der Degussa Sonne/Mond Goldhandel ernannt. Ende November 2022 stellte das Unternehmen Krall mit sofortiger Wirkung frei. Zuvor hatte Krall mit zahlreichen politischen Thesen stark polarisiert. Unter anderem stellte er den Klimawandel infrage, forderte ein liberales Waffenrecht und die Einschränkung des Wahlrechts für Empfänger von Sozialleistungen. Im April 2024 wurde bekannt, dass Krall heute in Schaffhausen in der Schweiz mit dem Ziel lebt, sich später im Kanton Thurgau niederzulassen. Er habe eine Aufenthaltsbewilligung beantragt und wolle ein Unternehmen „im Bereich Edelmetalle“ gründen. Als Begründung dafür, dass er das Unternehmen nicht in Deutschland gründen würde, zitierte die Neue Zürcher Zeitung seinen Tweet, wonach er niemals in die Lage kommen wolle, „die von Hitler erfundene Wegzugssteuer zu bezahlen“.

## Politik
Krall war bis 2012 Mitglied der CDU und blieb nach dem Austritt zunächst parteilos.
Aufgrund eines Treffens mit Mitgliedern der mutmaßlich rechtsterroristischen Patriotischen Union, u. a. mit dem „Reichsbürger“ Heinrich XIII. Prinz Reuß, kam es laut der Wochenzeitschrift Die Zeit im Dezember 2022 auch bei Markus Krall im Zusammenhang mit den laufenden Ermittlungen zu einer Hausdurchsuchung.
Im Juli 2023 trat er als außerordentliches Mitglied dem Verein Werteunion bei. Am 20. Februar 2024 gab er auf seinem persönlichen Account beim Kurznachrichtendienst X bekannt, dass er aus der Werteunion ausgetreten sei. Während seiner Mitgliedschaft bei der Werteunion wirkte er an den Plänen mit, die Werteunion in eine eigenständige Partei umzuwandeln. Politisches Ziel war dabei unter anderem, die Werteunion als Mehrheitsbeschaffer für die AfD zu etablieren, da die CDU eine Zusammenarbeit mit der AfD bisher ablehnte. Laut Krall brauche es „Mehrheiten rechts vom Linken Altparteienblock“, um „Deutschland zu reformieren“. Krall war zunächst auch für eine führende Position in der neuen Partei vorgesehen, was Hans-Georg Maaßen jedoch ablehnte.
Seit September 2024 ist Krall Mitglied der Partei Bündnis Deutschland.

## Positionen

### Wirtschaft
Krall wird als Vertreter der Österreichischen Schule gesehen. Durch seine Beiträge, vor allem durch seinen 2017 veröffentlichten Bestseller Der Draghi-Crash, wurde Krall als Kritiker des Keynesianismus und der Niedrigzinspolitik der Europäischen Zentralbank (EZB) bekannt. Er prognostizierte, spätestens 2019/20 werde es zu einem globalen Finanzkollaps kommen.
Durch die Niedrigzinspolitik der EZB und auf der Grundlage von Nullzinsangeboten der Geschäftsbanken hätten sich nach Kralls Einschätzung viele nicht mehr rentabel arbeitende Unternehmen an eine günstige Refinanzierung gewöhnt und sich dabei zunehmend verschuldet. Das Volumen der von diesen Unternehmen eingegangenen Kredite schätzt er größer ein als das Volumen des Eigenkapitals der Banken im Eurosystem. Würde der Leitzins nur minimal erhöht oder würde eine Kreditrationierung eintreten, so würden diese „Zombiefirmen“ laut Krall schlagartig pleitegehen und durch Kreditausfälle viele Gläubigerbanken als „Zombiebanken“, deren Geschäftsmodell infolge der Niedrigzinspolitik durch niedrige Margen und erhöhte Compliance-Aufwendungen ohnehin bereits in Frage gestellt ist, mit in den Abgrund reißen.
Die Geldpolitik der EZB kritisierte Krall in einem Interview im Januar 2020 als „rein planwirtschaftlich“ und „Geldsozialismus“, die EZB selbst als „Maschinenraum des Völkerselbstmords“.
In seinem im Mai 2021 erschienenen Buch Freiheit oder Untergang. Warum Deutschland jetzt vor der Entscheidung steht prognostizierte Krall, der Euro werde bis Ende des Jahres in einer Hyperinflation seinen Wert verlieren; als Ersatz werde die Europäische Zentralbank „Digitalgeld“ einführen, was Totalitarismus zur Folge haben werde. Es folge der „totale Produktionszusammenbruch“, wodurch die Bürger ihres gesamten Vermögens beraubt würden. Diese „Vision wahrhaft apokalyptischer Natur“, wie Krall seine Vorhersage bezeichnete, wurde nicht Wirklichkeit.

### Politik
Krall vertritt eine Reihe radikaler politischer Positionen. Als Folge der von ihm erwarteten globalen Finanzkrise rechnet Krall mit einer Währungsreform, vor allem aber mit einer Reform oder vielmehr Revolution des politischen Systems. Die bisherige Parteiendemokratie betrachtet er als obsolet.
Krall behauptet eine systemisch begründete dysfunktionale „Negativauswahl“ der politischen Klasse durch zwei Effekte: Da Einkommen und Intelligenz korrelierten, fänden sich in der Politik eher die weniger Befähigten, da die Fähigen in der freien Wirtschaft tätig seien. Dazu verstärke das Listensystem bei der Kandidatenaufstellung Konformität und Rückgratlosigkeit, da die Kandidaten den Rückhalt in ihrer Partei für ihren politischen Posten benötigen. Politiker zu werden sei daher der Idealjob für jemanden, der im „richtigen Leben“ versagt habe. In Kralls 2021 skizziertem Verfassungsentwurf dürfen nur diejenigen zu Wahlen antreten, die keiner Partei angehören; der Bundestag dürfe nur an 60 Tagen im Jahr zusammentreten, und es soll nur noch vier Bundesministerien geben.
Krall spricht sich für die Abschaffung des allgemeinen und gleichen Wahlrechts aus: Um die Interessen der Steuer- und Beitragszahler in Deutschland zu stärken, solle Empfängern von Transferleistungen das Wahlrecht entzogen werden. Wer beispielsweise Bafög oder Sozialhilfe erhalte oder in einem subventionierten Betrieb arbeite, solle künftig kein Wahlrecht erhalten. In seinem Buch Die bürgerliche Revolution schlägt Krall zudem die Institutionalisierung eines gewählten „Königs“ („Wahlkönig“) vor. Dieser solle auf Lebenszeit gewählt und mit einem Vetorecht in allen „grundsätzlichen Fragen“ ausgestattet sein.
Krall befürwortet eine Liberalisierung des deutschen Waffenrechts. Nach seiner Auffassung würden sich die westlichen Staaten derzeit durch neue „Staatsgläubigkeit“, Etatismus, Planwirtschaft und ein starkes Zurückdrängen liberalen Gedankengutes in Richtung eines planwirtschaftlichen Staatsmonopolkapitalismus entwickeln.

### Klimawandel
Krall bezweifelt den menschengemachten Klimawandel. Im Dezember 2022 teilte er auf Twitter eine Klimagrafik von Richard Alley und schrieb dazu: „Die Temperaturentwicklung der letzten 9.500 Jahre. (…) Klimawandel gibt es, nur ist er weder neu, noch menschengemacht“. Tatsächlich zeigt die Grafik jedoch weder globale Temperaturdaten, noch lässt sie Rückschlüsse auf die gegenwärtige globale Erwärmung zu. Stattdessen handelt es sich um eine lokale Datenreihe aus Grönland, die nur die Temperaturentwicklung in Grönland zeigt und bereits im Jahr 1885, also viele Jahrzehnte vor Beginn des aktuellen Temperaturanstiegs, endete. Die Grafik werde gemäß Correctiv seit vielen Jahren von Klimawandelleugnern benutzt, um die menschengemachte Erderwärmung zu bestreiten. Kralls Tweet wurde rund 3000 Mal geteilt, u. a. von der SVP-Nationalrätin Yvette Estermann.

### COVID-19-Pandemie
In seinem Buch Freiheit oder Untergang. Warum Deutschland jetzt vor der Entscheidung steht behauptet Krall, die Corona-Krise sei gar keine Gesundheitskrise, sondern „die finale Phase unserer sterbenden Demokratie.“ Er stellt die Coronamaßnahmen als Aspekt einer gewaltigen Verschwörung der westlichen Eliten dar, die das Ziel hätten, die Menschheit zu kontrollieren und auszubeuten: „Ob die erfundene Klimakatastrophe oder eine aufgeblasene Grippe für den Notstand hier halten muss“, mit dem die neue Diktatur begründet werde, sei ganz gleichgültig: 

„Hauptsache, man kann Sie einsperren, mundtot machen, am Reisen hindern, Ihre Demonstrationen verbieten und so ein Staatswesen errichten, bei dem Ihre Grundrechte zu verfügbaren Privilegien degradiert werden.“

## Rezeption
Rezipiert wird Krall als Vertreter der Österreichischen Schule. Der Publizist Andreas Kemper charakterisierte ihn als Anhänger des Libertarismus. Mehrere seiner Bücher, als erstes die 2017 erschienene Publikation Der Draghi-Crash, wurden Bestseller. Für seine Voraussagen, im Jahr 2019/20 würden das Eurosystem und die Weltwirtschaft zusammenbrechen, sowie für seine populärwissenschaftlichen Schriften mit weiteren Erklärungen eines angeblich bevorstehenden Zusammenbruchs des Finanzsystems wurde Krall von verschiedenen Medien in einer Reihe mit Marc Faber, Marc Friedrich, Florian Homm, Dirk Müller, Max Otte, Jim Rogers, Nouriel Roubini, Paul Singer und Matthias Weik als „Crash-Prophet“ bezeichnet. Dabei wurde hervorgehoben, dass viele dieser Autoren über ihre Unternehmen gleichzeitig Vermögensanlagen bewerben, die eine ungünstige Performance zeigten.
Nach Ansichten, die im Magazin Der Spiegel dargestellt wurden, vertritt Krall „rechte Umsturzphantasien“. Bekannt sei Krall für „extrem rechte Positionen“, u. a. mache er öffentlich Werbung für die AfD. Auch das Schweizer Magazin Republik nannte Krall „rechtslibertär“ und einen „AfD-Sympathisanten“, dies anlässlich eines Vortrags Kralls in Zürich, der schlussendlich vornehmlich aus Gründen von Sicherheitskosten nicht an der Universität stattfand. Schon im Februar hatte die liechtensteinische Gemeinde Ruggell die Bewilligung für einen Liechtensteintag widerrufen. Die Süddeutsche Zeitung nannte Krall eine „Art Pop-Star unter den politischen Verschwörungsideologen“. Der Journalist Christian Jakob fühlt sich bei Kralls Äußerungen zum Klimawandel und zur Covid-19-Pandemie an den Mythos der jüdischen Weltverschwörung erinnert.

## Mitgliedschaften
Krall ist Mitglied des päpstlichen Ritterordens vom Heiligen Grab.

## Publikationen
- Das Kurs-Gewinn-Verhältnis am japanischen Aktienmarkt. (= Schriften zu Regional- und Verkehrsproblemen in Industrie- und Entwicklungsländern. Band 60). Duncker & Humblot, Berlin 1994, ISBN 3-428-08121-8 (zugleich Dissertation an der Universität Freiburg im Breisgau, 1993).
- Basel II – Ein Beitrag zur Wertschaffung in Banken? In: Thomas A. Lange, Heiko Schulze (Hrsg.): Wertmanagement in Banken. Gabler, Wiesbaden 2005, ISBN 3-409-14244-4, S. 215 f.
- als Diogenes Rant (Pseudonym): Verzockte Freiheit. Wehrt euch! Politiker und Finanz-Eliten setzen unsere Zukunft aufs Spiel. FinanzBuch Verlag, München 2014, ISBN 978-3-89879-854-9.
- Der Draghi-Crash. Warum uns die entfesselte Geldpolitik in die finanzielle Katastrophe führt. FinanzBuch Verlag, München 2017, ISBN 978-3-95972-072-4.
- Wenn schwarze Schwäne Junge kriegen. Warum wir unsere Gesellschaft neu organisieren müssen. FinanzBuch Verlag, München 2018, ISBN 978-3-95972-151-6.
- mit Florian Homm, Moritz Hessel u. a.: Der Crash ist da. Was Sie jetzt tun müssen! Anlagen, Immobilien, Ersparnisse, Arbeit. FinanzBuch Verlag, München 2019, ISBN 978-3-95972-231-5.
- Die bürgerliche Revolution. Wie wir unsere Freiheit und unsere Werte erhalten. Langen Müller Verlag, Stuttgart 2020, ISBN 978-3-7844-3550-3.
- Freiheit oder Untergang. Warum Deutschland jetzt vor der Entscheidung steht. Langen Müller Verlag, Stuttgart 2021, ISBN 978-3-7844-8387-0.